# Oakley (Bedfordshire)
Pour les articles homonymes, voir Oakley.
Oakley est un village et une paroisse civile du Bedfordshire, en Angleterre.